# Sulfid-citohrom-c reduktaza (flavocitohrom c)
Sulfid-citohrom-c reduktaza (flavocitohrom c) (EC 1.8.2.3, sulfid citohrom c reduktaza (flavocitohrom c)) je enzim sa sistematskim imenom hidrogen-sulfid:flavocitohrom c oksidoreduktaza. Ovaj enzim katalizuje sledeću hemijsku reakciju:
vodonik sulfid + 2 fericitohrom c {\displaystyle \rightleftharpoons } sumpor + 2 ferocitohrom c + 2 H+
Ovaj enzim iz Allochromatium vinosum sadrži kovalentno vezani FAD i kovalentno-vezane c-tip hemove.

## Literatura
- Nicholas C. Price; Lewis Stevens (1999). Fundamentals of Enzymology: The Cell and Molecular Biology of Catalytic Proteins (Third изд.). USA: Oxford University Press. ISBN 019850229X.
- Eric J. Toone (2006). Advances in Enzymology and Related Areas of Molecular Biology, Protein Evolution (Volume 75 изд.). Wiley-Interscience. ISBN 0471205036.
- Branden C; Tooze J. Introduction to Protein Structure. New York, NY: Garland Publishing. ISBN 0-8153-2305-0.
- Irwin H. Segel. Enzyme Kinetics: Behavior and Analysis of Rapid Equilibrium and Steady-State Enzyme Systems (Book 44 изд.). Wiley Classics Library. ISBN 0471303097.

## Spoljašnje veze
- Sulfide-cytochrome-c+reductase+(flavocytochrome+c) на 